# BMW S68
| S68                            | S68                       |
| ------------------------------ | ------------------------- |
|                                |                           |
| Виробник:                      | BMW                       |
| Марка:                         | S68                       |
| Тип:                           | 90° V8                    |
| Робочий об'єм:                 | 4.4 л. (4,395 куб.см) см3 |
| Максимальна потужність:        | 390–457 кВт кВт           |
| Максимальний обертовий момент: | 750 Н⋅м Н·м               |
| Конфігурація:                  | V                         |
| Циліндрів:                     | 8                         |
| Клапанів:                      | 32                        |
| Хід поршня:                    | 88.3 мм (3.48 дюйма) мм   |
| Діаметр циліндра:              | 89.0 мм (3.5 дюйма) мм    |
| Охолодження:                   | рідинне охолодження       |
| Газорозподільний механізм:     | DOHC та VVT               |
| Матеріал блоку циліндрів:      | Алюміній                  |
| Матеріал ГБЦ:                  | Алюміній                  |
| Тактність (число тактів):      | 4                         |
| Рекомендоване паливо:          | Бензин                    |

BMW S68 — двигун V8 з подвійним турбонаддувом виробництва BMW. Вперше було використано в оновленому BMW X7 2022 року як M60i. Через кілька тижнів після презентації BMW показала дослідження XM з більш потужною версією двигуна. Крім того, базова версія також використовується в BMW 760i, BMW X5 M60i та BMW X6 M60i.

## Дизайн
S68 має хід 88,3 мм (3,48 дюйма) і таким же робочим об’ємом, як і його попередник, але ступінь стиснення 10,5:1 відповідає варіантам попередника з більшим стиском. Має один турбокомпресор на кожну групу циліндрів, і обидва зарядні пристрої розміщені в середині груп циліндрів у дизайні з гарячим кріпленням, взятому з попереднього варіанту S63; є тільки один випускний колектор. Моторне масло охолоджується зовнішнім охолоджувачем, а для масляного контуру використовується новий масляний насос. Двигун тепер пропонується лише як 48-вольтовий м’який гібридний силовий агрегат, має 9 кВт (12 к.с.) електродвигун з крутним моментом 200 Н·м (150 lbf·ft); на відміну від попередніх м'яких гібридних систем від BMW, це встановлено в трансмісії. Електродвигун також використовується для гарячого запуску, тоді як холодний запуск виконується стандартним 12-вольтовим стартером, подібним до більшості інших двигунів. 48-вольтовий акумулятор у моделях X7 M60i, XM і 760i має ємність 20 Ач необхідний для цього акумулятор має ємність 90 Ач. Система регулювання розподільного вала (VANOS) тепер електрична, а не гідравлічна. Наразі S68 відповідає стандарту викидів Euro 6d, але він також повинен відповідати суворішому стандарту Euro 7, який заплановано на 2025 рік.
Електродвигун у S68 має крутний момент 200 Н·м. Повідомляється, що максимальна швидкість двигуна внутрішнього згоряння становить 7200 об/хв.

## Дивись також
- Список двигунів BMW